# RTP Açores
A RTP Açores é um canal de televisão generalista de âmbito regional pertencente à Rádio e Televisão de Portugal e assume a responsabilidade e a missão pela prestação do serviço público de televisão na Região Autónoma dos Açores.

## História do canal
O projeto para a RTP Açores nasceu com o 25 de Abril de 1974 e com a hipótese de serem criados canais de televisão regionais.
A ilha de São Miguel foi escolhida para receber o centro emissor, instalando-se os primeiros estúdios improvisados num edifício da antiga Estação Agrária, na zona de São Gonçalo, freguesia de São Pedro de Ponta Delgada, após algumas obras de adaptação.

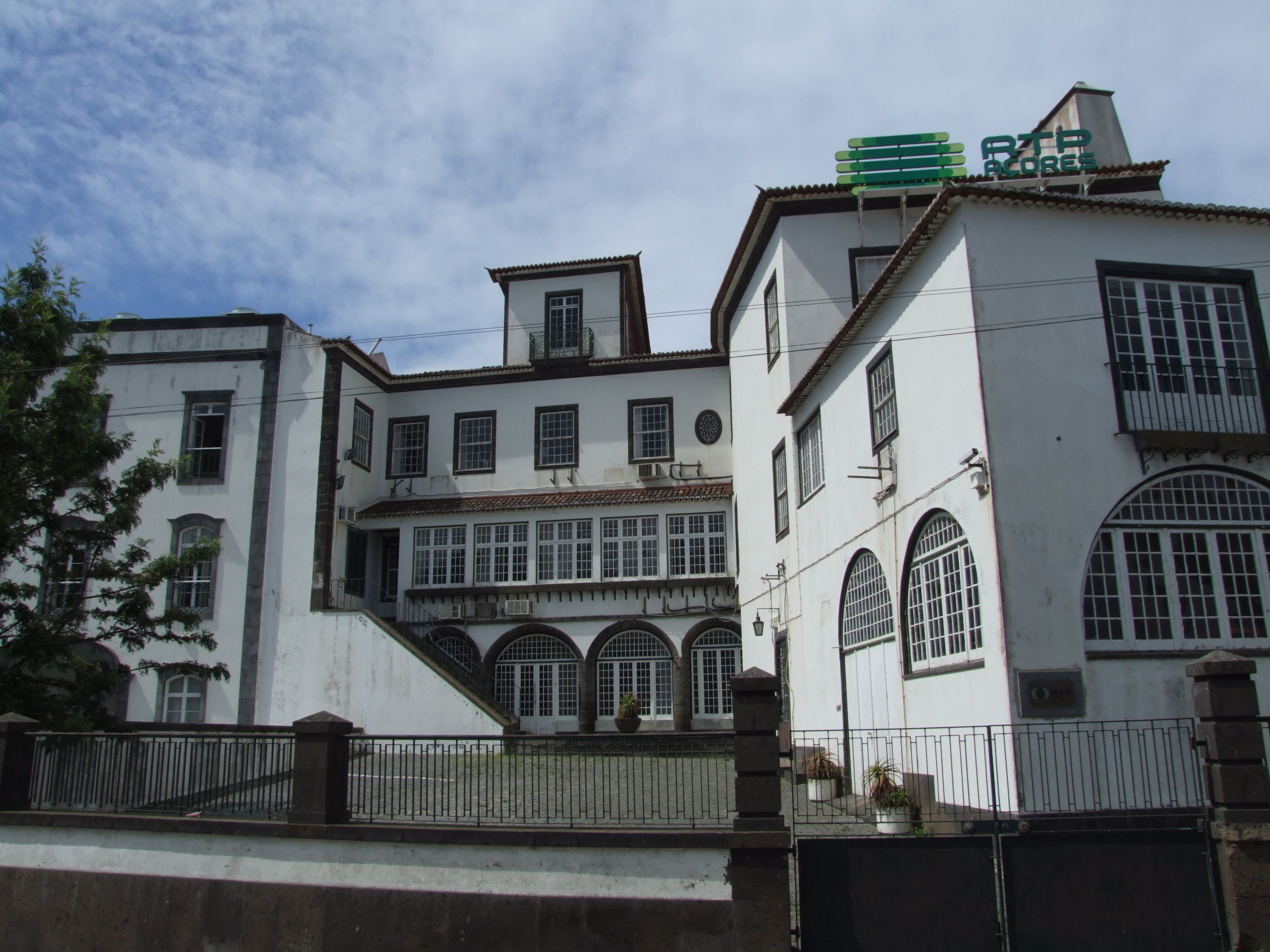
Antiga sede da RTP Açores na Rua Ernesto do Canto, cidade de Ponta Delgada.

No dia 10 de Agosto de 1975 foi para o ar a primeira emissão de televisão nos Açores, com a duração excecional de 6 horas, uma vez que durante o período das emissões experimentais, que durou dois meses, a televisão emitia cerca de 3 horas diárias. Abriu às 15h30, com a intervenção do Presidente da Junta Governativa dos Açores, o General Altino Pinto de Magalhães, e fechou às 21h30 com o Telejornal.
A 4 de Junho de 2012, a RTP Açores concentrou a produção regional entre as 17:00 e as 00:00. No restante horário, o canal emite em simultâneo com a RTP3.
A 8 de Maio de 2015, ao celebrar os seus 40 anos de emissões e por ocasião das festas em honra do Senhor Santo Cristo dos Milagres, a RTP Açores iniciou as suas transmissões por cabo para Portugal Continental através do canal 202 da MEO, do canal 189 da NOS, do canal 185 da Vodafone e do canal 28 da Cabovisão (NOWO). Nessa mesma ocasião, a RTP Açores partilhou a emissão das festas religiosas com a RTP Internacional tendo alcançado ampla visibilidade nas ilhas Bermudas, assim como nos Estados Unidos da América e no Canadá.
A RTP Açores tem, também, um vasto leque de ficção regional realizada pelo próprio canal. Um dos seus grandes impulsionadores foi José Medeiros, grande realizador cinematográfico. Grande parte do seu elenco não tem currículo artístico, mas Alguns dos seus trabalhos trataram-se da adaptação televisiva de grandes obras da literatura açoriana. Outro tema também bastante presente foram as tradições e costumes da Região, predominando o regionalismo. Alguns exemplos:
- Festas do Senhor Santo Cristo dos Milagres (da ilha de São Miguel e da ilha Graciosa)
- Gente Feliz com Lágrimas
- O Barco e o Sonho
- Crónica de Gente Esquecida
- Xailes Negros
- Anthero - O Palácio da Ventura

No dia 30 de agosto de 2016, a RTP Açores investiu 2,5 milhões de euros no seu primeiro estúdio virtual numa antiga escola sediada na Praia da Vitória, Terceira.
A 8 de dezembro de 2016, a RTP Açores adaptou-se ao renovado grafismo do grupo RTP que vinha a ser introduzido a 5 de outubro de 2015 (quando a RTP3 iniciou as suas emissões) e introduzido oficialmente a 7 de março de 2016 e indo progressivamente aos restantes canais de televisão e rádio do serviço público de rádio e televisão. Sendo assim, a RTP Açores é dos primeiros canais regionais da RTP a adaptar-se ao atual grafismo do grupo RTP.
No dia 4 de dezembro de 2017 foram inaugurados oficialmente os novos estúdios da RTP Açores em Ponta Delgada, situados no edifício sede da RTP/RDP Açores na Rua Castelo Branco. Fica assim terminado o processo de fusão da rádio e da televisão públicas na região.
No dia 25 de março de 2021 a RTP Açores deu mais um salto tecnológico passando a emitir em alta definição.

## Direção RTP Açores[2]
A responsabilidade do canal está a cargo do Centro Regional dos Açores da RTP, que exerce a sua direção em articulação com a direção nacional da RTP.
Diretora do Centro Regional dos Açores: Lorina Amaral
Subdiretor de Meios e Conteúdos: Rui Goulart

## Ligações Externas
- RTP/RDP Açores - Site oficial
- Emissões on-line da RTP Açores
- Arquivo de vídeo do programa açoriano O Nome da Rua.